# K Rupel Boom FC
Pour les articles homonymes, voir Boom et Rupel (homonymie).
Ne pas confondre avec le K Boom FC, un ancien club de football belge disparu en 1998 et qui occupait le stade actuel du K Rupel Boom FC.
Maillots
Actualités
Dernière mise à jour : 27 juiullet 2023.
Le Koninklijke Rupel Boom Football Club est un club belge de football basé à Boom. Il est porteur du matricule 2138. Fondé en 1934, sous le nom de Rupel Sportkring, d'après le Rupel, une rivière locale, ce club change son nom en K. Rupel Boom FC, après la disparition en 1998 du K. Boom FC, porteur du matricule 58, dont il a repris les anciennes installations. Le club évolue en 2020-2021 en Nationale 1. C'est sa 31e saison dans les séries nationales, dont 2 ont été jouées en Division 2.

## Histoire

### Débuts et ascension vers le deuxième niveau national
Le Rupel Sportkring est fondé le 13 avril 1934. Il s'affilie à l'URBSFA le 20 juin de la même année et reçoit à cette occasion le matricule 2138. Le club fait ses débuts dans les compétitions régionales lors de la saison 1935-1936 et remporte directement le titre dans sa série. Trois ans plus tard il est à nouveau champion et accède à la deuxième provinciale, à l'époque le plus haut niveau après les séries nationales. Il joue à ce niveau durant toute la Seconde Guerre mondiale puis, en 1946, il accède pour la première fois de son histoire à la Promotion, troisième et dernier niveau national à cette période.
Pour sa première saison en division nationale, le club termine vice-champion, à sept points du vainqueur de la série, Winterslag. Mais la saison suivante est bien moins bonne et l'équipe termine à la quatorzième place, juste derrière les trois promus, et doit redescendre vers les séries provinciales. Il remporte le titre de sa province directement et revient au niveau national après une seule saison. Deux ans plus tard, le club termine en tête de sa série et rejoint pour la première fois la Division 1, nom porté à l'époque par le deuxième niveau national.

### Relégations successives et quatre décennies en provinciales
Il ne s'y maintient cependant qu'une saison, la faute à la réforme des compétitions décidée par la fédération belge en 1952, qui mène à la réduction du nombre de clubs aux deuxième et troisième niveaux nationaux et la création d'un quatrième niveau national, qui hérite du nom de Promotion. Quatorzième au classement final, le club doit redescendre en Division 3. Deux ans plus tard, il est relégué en Promotion. Il y reste quatre saisons mais une quatorzième place finale en 1958 le condamne à retourner en première provinciale.
Le Rupel SK remporte une nouvelle fois le titre dès sa première saison et remonte en Promotion. Après deux bonnes saisons conclues dans le subtop et deux suivantes plus délicates que le club boucle en deuxième moitié de tableau, il finit avant-dernier en 1964 et doit à nouveau quitter les séries nationales. Il subit une seconde relégation de rang douze mois plus tard et se retrouve en deuxième provinciale. Durant six ans, le club vise la montée mais échoue trois fois à la deuxième place et deux fois à la troisième place. En 1972 toutefois, les résultats sont à l'opposé et le club termine en position de relégable. Il met quatre ans pour sortir de la « P3 » et remonte parmi l'élite provinciale en 1980. Malheureusement, il ne parvient pas à s'y maintenir et doit redescendre directement en « P2 ». Un an plus tard, il est renvoyé en troisième provinciale. Il parvient à revenir en deuxième provinciale après deux saisons. Au même moment, il est reconnu « Société Royale » le 14 octobre 1983 et adapte son appellation officielle en Koninklijke Rupel Sportkring le 14 juin 1984. Après cinq saisons en dents de scie, il est relégué en « P3 » en 1990. Cinq ans plus tard, il descend en quatrième provinciale, le plus bas niveau du football belge.

### Déménagement et retour vers les séries nationales
Le club remporte le tour final en 1997 et remonte en troisième provinciale. Un an plus tard, le K Boom FC, ancien club de Division 1 retombé dans les séries provinciales, dépose le bilan. D'anciens dirigeants et joueurs du club rejoignent alors le Rupel SK, qui déménage dans les anciennes installation de Boom et change son nom en Koninklijke Rupel Boom Football Club. Un an plus tard, le club remporte à nouveau le tour final et monte en « P2 ». Après deux saisons, il remporte le titre dans sa série et revient en première provinciale. En 2004, il remporte le tour final provincial et effectue ainsi son retour en Promotion, quarante ans après l'avoir quittée.
Pour la saison de son retour, le club termine vice-champion derrière le KVC Willebroek-Meerhof et se qualifie pour le tour final pour la montée en Division 3. Il remporte cette mini-compétition et accède au niveau supérieur, auquel il n'avait plus joué depuis plus de cinquante ans. Le séjour au troisième niveau ne dure qu'un an, le club terminant à l'avant-dernière place dans sa série, synonyme de retour en Promotion. Après sa relégation, le club vise la remontée directe et se qualifie pour le tour final grâce à sa troisième place finale. Il y élimine l'Entente Bertrigeoise puis le KSV Tamise mais est battu en finale par la RAA Louviéroise, barragiste de D3, et n'est donc pas promu. La saison suivante, le club lutte pour le titre jusqu'au bout mais échoue à nouveau troisième, à seulement deux points du champion Gand-Zeehaven et de son dauphin, le KV Woluwe-Zaventem, classé deuxième pour avoir remporté une victoire de moins que les gantois. À nouveau qualifié pour le tour final, il bat le Patro Eisden Maasmechelen au premier tour, FC Bleid au deuxième tour et La Calamine, barragiste de D3, en finale. Cette victoire lui ouvre les portes de la troisième division.
Cette fois, Rupel Boom réalise un bon championnat et termine en sixième position, à seulement deux points d'une qualification pour le tour final pour la montée à la Division 2. Celle-ci vient la saison suivante, le club terminant vice-champion à quatre points du KSK Heist. Il y élimine successivement l'Eendracht Alost, l'Olympic Charleroi et La Louvière Centre, ce qui lui permet ainsi d'accéder à la Division 2 en 2010, 58 ans après son unique saison disputée à ce niveau. Le club ne parvient cependant pas à s'y maintenir et, comme lors de son premier passage au deuxième niveau national, il est relégué directement.
De retour en Division 3, le club ambitionne de viser la remontée en deuxième division. Lors de sa première saison, il termine cinquième, à un point d'une qualification pour le tour final. La saison suivante, il finit une place plus haut mais n'est pas qualifié pour le tour final car Deinze, treizième en fin de saison, a remporté le classement de la deuxième tranche. Après une saison plus difficile, il finit à nouveau cinquième en 2015 mais n'ayant pas de licence pour le football rémunéré, il n'est pas autorisé à disputer le tour final pour l'accession à la Division 2.

## Résultats dans les divisions nationales
Statistiques mises à jour le 9 décembre 2024 (terme de la saison 2023-2024)

### Palmarès
- 1 fois champion de Division 3 en 1951.

### Bilan
| Niv | Divisions     | Jouées | Titres | TM Up | TM Down |
| --- | ------------- | ------ | ------ | ----- | ------- |
| I   | 1re nationale | 0      | 0      |       |         |
| II  | 2e nationale  | 2      | 0      |       |         |
| III | 3e nationale  | 19     | 1      | 1     |         |
| IV  | 4e nationale  | 15     | 1      | 4     |         |
| V   | 5e nationale  | 0      | 0      |       |         |
|     |               |        |        |       |         |
|     | TOTAUX        | 36     | 2      | 5     | 0       |

- TM Up : test-match pour départager des égalités, ou toutes formes de Barrages ou de Tour final pour une montée éventuelle.
- TM Down : test-match pour départager des égalités, ou toutes formes de Barrages ou de Tour final pour le maintien.

### Classement saison par saison
| Ordre               | Saison  | Nom du club      | Niveau                         | Classement final | Remarques            |
| ------------------- | ------- | ---------------- | ------------------------------ | ---------------- | -------------------- |
| 1                   | 1946-47 | Rupel SK         | Promotion (D3) série A         | 2e/18            |                      |
| 2                   | 1947-48 | Rupel SK         | Promotion (D3) série A         | 14e/16           | Relégué              |
| séries provinciales |         |                  |                                |                  |                      |
| 3                   | 1949-50 | Rupel SK         | Promotion (D3) série A         | 8e/16            |                      |
| 4                   | 1950-51 | Rupel SK         | Promotion (D3) série A         | 1er/16           | Champion et promu    |
| 5                   | 1951-52 | Rupel SK         | Division 1 (D2) série A        | 14e/16           | Relégué              |
| 6                   | 1952-53 | Rupel SK         | Division 3 série A             | 7e/16            |                      |
| 7                   | 1953-54 | Rupel SK         | Division 3 série A             | 15e/16           | Relégué              |
| 8                   | 1954-55 | Rupel SK         | Promotion série B              | 9e/16            |                      |
| 9                   | 1955-56 | Rupel SK         | Promotion série C              | 5e/16            |                      |
| 10                  | 1956-57 | Rupel SK         | Promotion série C              | 4e/16            |                      |
| 11                  | 1957-58 | Rupel SK         | Promotion série B              | 14e/16           | Relégué              |
| séries provinciales |         |                  |                                |                  |                      |
| 12                  | 1959-60 | Rupel SK         | Promotion série C              | 6e/16            |                      |
| 13                  | 1960-61 | Rupel SK         | Promotion série A              | 4e/16            |                      |
| 14                  | 1961-62 | Rupel SK         | Promotion série C              | 12e/16           |                      |
| 15                  | 1962-63 | Rupel SK         | Promotion série B              | 12e/16           |                      |
| 16                  | 1963-64 | Rupel SK         | Promotion série A              | 15e/16           | Relégué              |
| séries provinciales |         |                  |                                |                  |                      |
| 17                  | 2004-05 | K. Rupel Boom FC | Promotion série B              | 2e/16            | Promu via tour final |
| 18                  | 2005-06 | K. Rupel Boom FC | Division 3 série A             | 15e/16           | Relégué              |
| 19                  | 2006-07 | K. Rupel Boom FC | Promotion série B              | 3e/16            | Tour final           |
| 20                  | 2007-08 | K. Rupel Boom FC | Promotion série B              | 3e/16            | Promu via tour final |
| 21                  | 2008-09 | K. Rupel Boom FC | Division 3 série B             | 6e/16            |                      |
| 22                  | 2009-10 | K. Rupel Boom FC | Division 3 série A             | 2e/16            | Promu via tour final |
| 23                  | 2010-11 | K. Rupel Boom FC | Division 2                     | 17e/18           | Relégué              |
| 24                  | 2011-12 | K. Rupel Boom FC | Division 3 série B             | 5e/18            |                      |
| 25                  | 2012-13 | K. Rupel Boom FC | Division 3 série A             | 4e/18            |                      |
| 26                  | 2013-14 | K. Rupel Boom FC | Division 3 série A             | 13e/18           |                      |
| 27                  | 2014-15 | K. Rupel Boom FC | Division 3 série A             | 5e/18            |                      |
| 28                  | 2015-16 | K. Rupel Boom FC | Division 3 série B             | 9e/19            | Relégué              |
| 29                  | 2016-17 | K. Rupel Boom FC | Division 2 Amateur VFV série B | 3e/16            | Tour final           |
| 30                  | 2017-18 | K. Rupel Boom FC | Division 2 Amateur VFV série A | 1er/16           | Champion et promu    |
| 31                  | 2018-19 | K. Rupel Boom FC | Division 1 Amateur             | 5e/16            |                      |
| 32                  | 2019-20 | K. Rupel Boom FC | Division 1 Amateur             | 9e/16            |                      |
| 33                  | 2020-21 | K. Rupel Boom FC | Nationale 1                    | N/A              | Saison annulée !     |
| 34                  | 2021-22 | K. Rupel Boom FC | Nationale 1                    | 12e/15           |                      |
| 35                  | 2022-23 | K. Rupel Boom FC | Nationale 1                    | 19e/20           | Relégué !            |
| 36                  | 2023-24 | K. Rupel Boom FC | Nationale 2 VV série B         | 4e/18            |                      |
| 37                  | 2024-25 | K. Rupel Boom FC | Nationale 2 VV série B         | .../16           |                      |

## Personnalités

### Anciens joueurs connus
- Marc Schaessens, milieu de terrain belge ayant disputé plus de 500 matches en première division, termine sa carrière à Rupel Boom entre 2005 et 2007.
- Jerry Poorters, défenseur central belge champion de Belgique en 1997 avec le Lierse, joue à Rupel Boom à partir de 2005 jusqu'à sa retraite sportive en 2013.

### Anciens entraîneurs
Les entraîneurs ayant dirigé le K. Rupel Boom FC depuis son retour dans les séries nationales.
- Raoul Peeters (2003-2006[4])
- Urbain Spaenhoven (2006[5]-2010)
- Peter Van Wambeke (de juillet[6] à novembre 2010[7])
- Yves Cloots (de décembre 2010[8] à mai 2011[9])
- Johan Houben (de juin 2011 à septembre 2013[10])
- Frank Staes (d'octobre 2013[11] à février 2015[12]
- Serge Van Den Stock (de février 2015 à septembre 2015[13])